# Датис
Датис (Δάτης, *Dâtiça) — персидский военачальник, по происхождению мидянин. Руководил персами в битве при Марафоне с греками.
Разрозненная и скудная информация об одном из главных военачальников Дария I встречается у Геродота, Ктесия Книдского и на глиняных табличках, составляющих архив империи Ахеменидов.
Мидиец Датис являлся одним из главных военачальников царя Дария I. Участвовал в нескольких военных кампаниях империи Ахеменидов. В частности, он подавлял Ионийское восстание, руководил захватом Родоса. После неудачного похода в Элладу Мардония в 492 году до н. э. был назначен вместе с Артаферном руководителем нового похода.
Вначале поход складывался удачно: Датис и Артаферн завоевали Наксос и ряд других островов, сожгли город Эретрию и высадились у Марафона. Однако для персов битва при Марафоне завершилась полным поражением.
Судьба Датиса после Марафонского сражения в «Истории» Геродота и у Ктесия различны. Так, согласно Геродоту, Датис возвратился обратно в Азию. Согласно Ктесию, который при написании своих трудов использовал летописи из царского архива, Датис погиб во время сражения. Более того, греки отказались выдать персам тело их военачальника.